# All My Demons Greeting Me as a Friend
All My Demons Greeting Me as a Friend é o álbum de estreia da cantora, compositora e produtora musical norueguesa Aurora. Foi lançado em 11 de março de 2016 pela Decca e Glassnote Records. O álbum seguiu o lançamento de seu primeiro extended play (EP) Running with the Wolves (2015), que continha duas músicas que mais tarde foram incluídas no álbum. Aurora colaborou com vários produtores, incluindo Odd Martin Skålnes, Magnus Skylstad, Nicolas Rebscher, Alf Lund Godbolt e Electric durante sua gravação.

## Antecedentes e desenvolvimento
Uma declaração da própria artista sobre seu álbum:
"Muitas das músicas não são sempre de minhas experiências, mas são sobre aceitar... as coisas obscuras sobre si mesmo. Você simplesmente tem que aceitar que seus demônios são uma parte de você. Você tem que aceitá-los como seus amigos. Você briga com seus amigos. Você fica chateado, você ainda ama eles, você faz eles chorarem e eles fazem você chorar também."

## Recepção da crítica
All My Demons Greeting Me As A Friend  recebeu aclamação geral de críticos de música. No Metacritic, que atribui uma classificação padrão de até 100 pontos à opiniões de críticos convencionais, o álbum recebeu uma pontuação média de 80, o que indica "avaliações favoráveis", baseado em 10 opiniões.
O site da emissora ABC publicou um comentário a respeito do álbum:
"Esse álbum é bonito; estranhamente assombroso e acolhedor, tudo de uma vez. A música de Aurora tem nuances e é convincente. “All My Demons Greeting Me as a Friend” é uma estreia bastante confiante. Se ela continuar nesse ritmo terá uma carreira extremamente gratificante."

## Desempenho comercial
All My Demons Greeting Me as a Friend estreou em primeiro lugar na parada norueguesa VG-lista Topp 40 Album com vendas de 4.800 unidades na primeira semana, liderando-a por duas semanas consecutivas. Foi o quarto álbum norueguês mais vendido na Noruega em 2016 e é o álbum mais reproduzido de todos os tempos por uma artista norueguesa feminina.
Nos Estados Unidos, o álbum estreou em 150º lugar na Billboard 200 com 5.000 unidades equivalentes.
Em 28 de setembro de 2018, All My Demons Greeting Me as a Friend já havia vendido 500.000 unidades mundialmente.

## Paradas
| Tabelas Musicais (2016)       | Melhor Posição |
| Alemanha (Offizielle Top 100) | 24             |
| Austrália (ARIA)              | 51             |
| EUA (Billboard 200)           | 150            |
| Irlanda (IRMA)                | 66             |
| Noruega (VG-lista)            | 1              |
| Reino Unido (OCC)             | 28             |
| ----------------------------- | -------------- |

## Alinhamento das faixas
| Edição Padrão  |                               |                                    |         |  |
| N.º            | Título                        | Produtor(a)                        | Duração |  |
| 1.             | "Runaway"                     | AURORA Skylstad Odd Martin Skålnes | 4:08    |  |
| 2.             | "Conqueror"                   | Skålnes Skylstad Jeremy Wheatley   | 3:27    |  |
| 3.             | "Running with the Wolves"     | Skålnes Sylstad Rebscher           | 3:14    |  |
| 4.             | "Lucky"                       | AURORA Skålnes                     | 4:04    |  |
| 5.             | "Winter Bird"                 | AURORA Wright                      | 4:07    |  |
| 6.             | "I Went Too Far"              | AURORA Skålnes Skylstad            | 3:27    |  |
| 7.             | "Through the Eyes of a Child" | AURORA Leonard Gobolt              | 4:34    |  |
| 8.             | "Warrior"                     | Skylstad Skålnes Wheatley          | 3:43    |  |
| 9.             | "Murder Song (5, 4, 3, 2, 1)" | Skålnes Skylstad                   | 3:20    |  |
| 10.            | "Home"                        | AURORA Kid Harpoon                 | 3:32    |  |
| 11.            | "Under the Water"             | AURORA Erfjord Michelsen           | 4:24    |  |
| 12.            | "Black Water Lilies"          | AURORA Skålnes Skylstad            | 4:42    |  |
| Duração total: | Duração total:                | Duração total:                     | 46:48   |  |

| Edição Deluxe |                                                  |                                                   |         |  |
| N.º           | Título                                           | Produtor(a)                                       | Duração |  |
| 13.           | "Half the World Away"                            | Skålnes Skylstad Royal Philharmonic Orchestra     | 3:18    |  |
| 14.           | "Murder Song (5, 4, 3, 2, 1)" (Acústico)         | Skålnes Skylstad                                  | 3:38    |  |
| 15.           | "Nature Boy" (Acústico)                          |                                                   | 2:59    |  |
| 16.           | "Wisdom Cries"                                   | AURORA Leonard Rebscher                           | 4:07    |  |
| 17.           | "Running with the Wolves" (Pablo Nouvelle Remix) | AURORA Leonard Rebscher Pablo Nouvelle (remixing) | 3:50    |  |